# 勝川春章

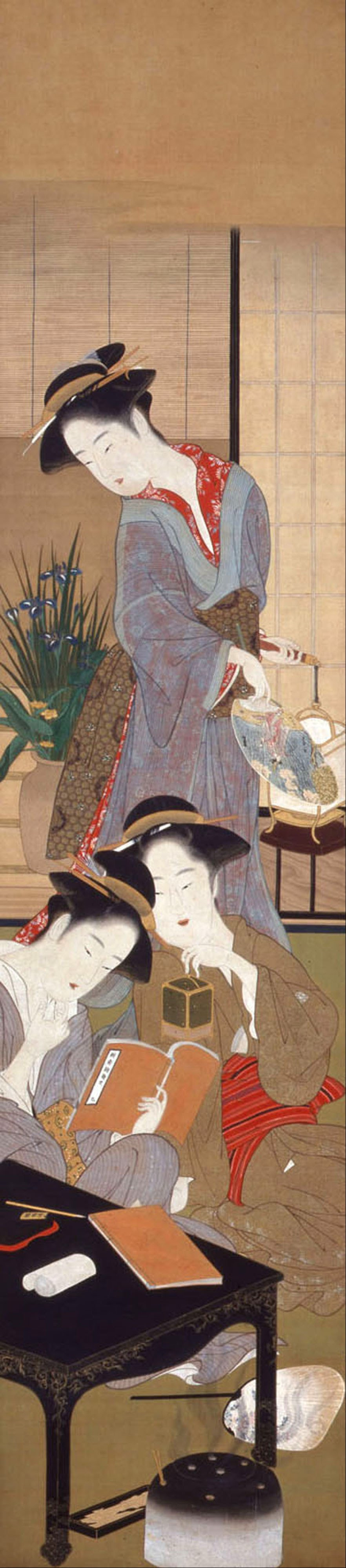
「婦女風俗十二ヶ月図」のうち「五月（蛍火）」。春章筆。MOA美術館所蔵。

勝川 春章（かつかわ しゅんしょう、享保11年〈1726年〉または寛保3年〈1743年〉 - 寛政4年12月4日または12月8日〈1793年1月15日または1月19日〉）とは、江戸時代中期を代表する浮世絵師。役者絵では役者個人の特徴を捉えた似顔絵風作画の先鞭をつけ、肉筆の美人画でも細密優美な作風で高い評価を得た。

## 来歴
本姓不詳、「藤原」とする説もあるが確かではない。諱は正輝、字は千尋。俗称は要助、安永3年（1774年）に春祐助と改む。画姓は初め宮川、または勝宮川、後に勝川、勝と称した。号は春章、旭朗井、李林、六々庵、縦画生、酉爾。江戸の人といわれるが、台東区蔵前の西福寺に伝わる過去帳には春章以前の父祖の名が記されていないので、春章の代で他所から江戸に来た可能性が指摘されている。ただし春章とは知己の高嵩月が記した『画師冠字類考』（岩瀬文庫蔵）には春章の略歴があり、それによれば春章の父は医者で葛西にいたという。
明和年間から没年までを作画期とする。絵を宮川春水に、また高嵩谷にも学び、英一蝶風の草画もよくしている。北尾重政とは家が向かいで親しく、その指導を受けたという（『古画備考』）。春章は立役や敵役の男性美を特色とし、容貌を役者によって差別化しない鳥居派の役者絵とは異なる写実的でブロマイド的な役者似顔絵を完成させ、大衆に支持された。そのはじめとなったのは、一筆斎文調との合作として明和7年（1770年）に刊行した『絵本舞台扇』である。その後文調と比較して、明快な色彩と、素直で誇張のない表現で、人気を博した。特に「東扇」（あずまおおぎ）の連作は、人気役者の似顔絵を扇に仕立てて身近に愛用するために、扇の形に線が入っており、大首絵の先駆的作品とされる。ほかに代表作として「かゐこやしない草」があげられる。
春章には勝川春好、勝川春英をはじめとして勝川春潮、勝川春林、勝川春童、勝川春常、勝川春泉、勝川春暁、勝川春朗（のちの葛飾北斎）など多くの弟子がいた。春章を祖とする勝川派は役者似顔絵を得意として隆盛したが、春章自身は天明後期には勝川派を代表する座を弟子の春好と春英に譲り、晩年は肉筆画に専念してゆく。特に細密な美人画は当時から称賛されていたようで、大名や豪商から多くの注文があり、安永4年（1775年）六月序の洒落本『後編風俗通』に「春章一幅価千金」と讃えられた。この語句は従来「一幅」という語句から春章の肉筆美人画を讃えたものと解釈されているが、安永4年当時春章は未だほとんど肉筆美人画を制作しておらず、これは現在数点確認されている柱隠しの錦絵美人画のことを指すことは注意する必要がある。肉筆画の代表作としては美人画の「雪月花図」（MOA美術館所蔵）がある。肉筆画において優れた美人画を数多く残したのは、宮川長春、春水の影響であろうとされる。
人形町の地本問屋林屋七右衛門の家に寄寓し、同店の仕切り判を画印に使用したことから「壺屋」、「壺春章」ともいわれた。俳諧もたしなみ俳名を酉爾（または西示）、のちに宣富と称し、当時江戸で出された句集にいくつかの句を残している。また松平西福寺の過去帳によれば勝川春橋は孫に当たるが、春橋が実際に祖父である春章から絵を学んだのかどうかは不明である。
墓所は現在松平西福寺となっているが、もとは同寺内の子院である存心院にあり、明治になって存心院が退転したので移されたという。墓石には辞世として「枯ゆくや今ぞいふことよしあしも」の句を刻む。法名は勝誉春章信士。
なお春章の享年は一般には67歳とされているが、これは『名人忌辰録』（関根只誠著、1894年）でそのように記されたのが濫觴となっている。しかし春章の作品も含めた江戸時代の資料において、春章の享年について67歳であると記したものは一切見当たらず、関根只誠がいかなる資料や根拠によって67歳としたのかは不明である。生年の享保11年というのもこの67歳から逆算したものである。同志社大学教授の神谷勝広は上述の『画師冠字類考』に春章の享年が「年五十歳」と記されていることから、通説よりも17歳若返ると指摘している。また『画師冠字類考』では没年を「寛政四年十二月四日」としており、寛政4年12月8日とする過去帳や墓石とは日付に違いがあるが、「死亡日が『四日』で葬儀日が『八日』だったのかもしれない」と推測している。

## 作品

### 絵本
- 『絵本舞台扇』 明和7年 文調と合作
- 『風流錦絵伊勢物語』 安永2年（1773年）刊行
- 『錦百人一首あつま織』 安永4年
- 『青楼美人合姿鏡』 安永5年 北尾重政と共画

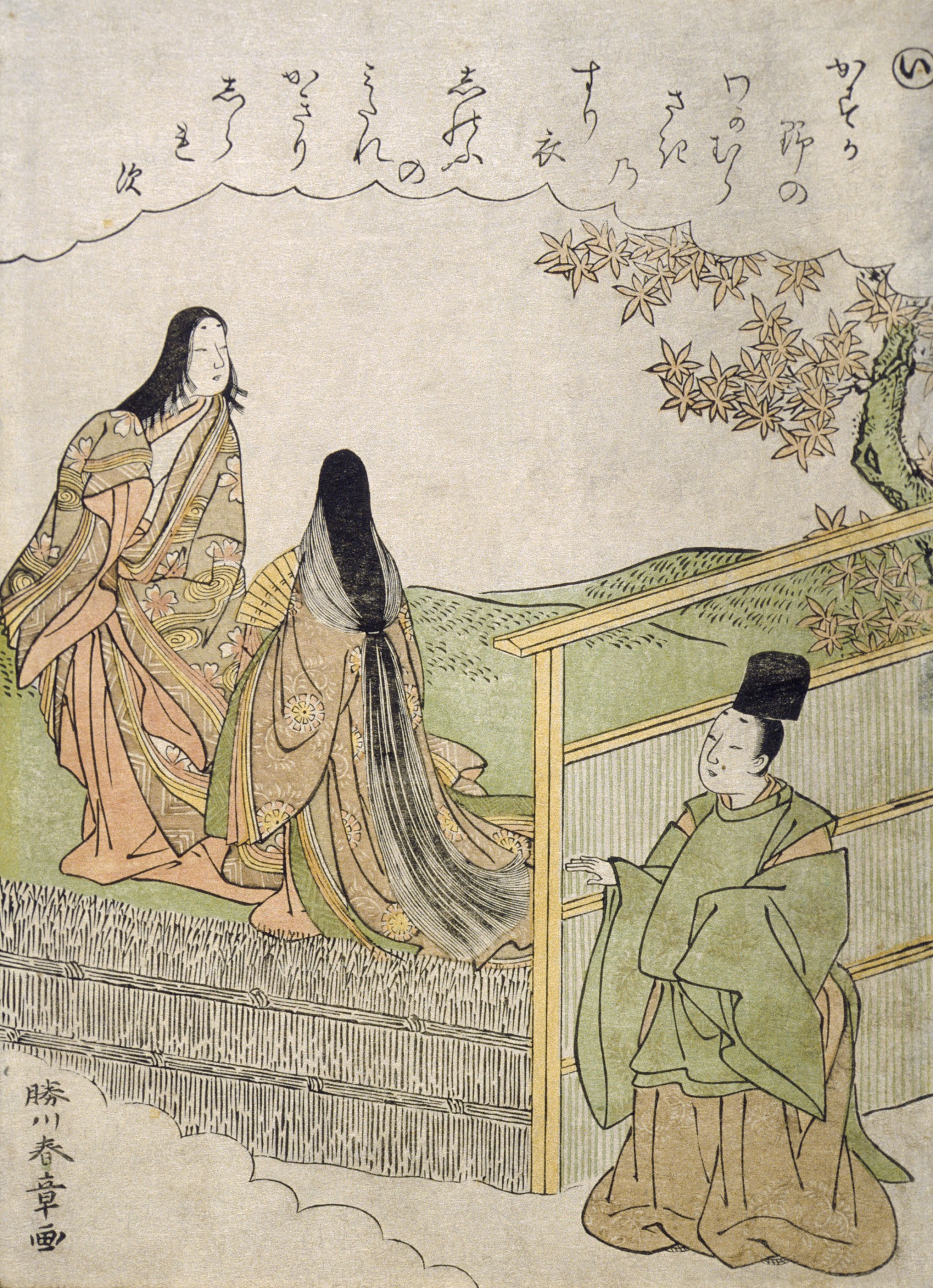
『風流錦絵伊勢物語』 『伊勢物語』第1段の場面。春章画。
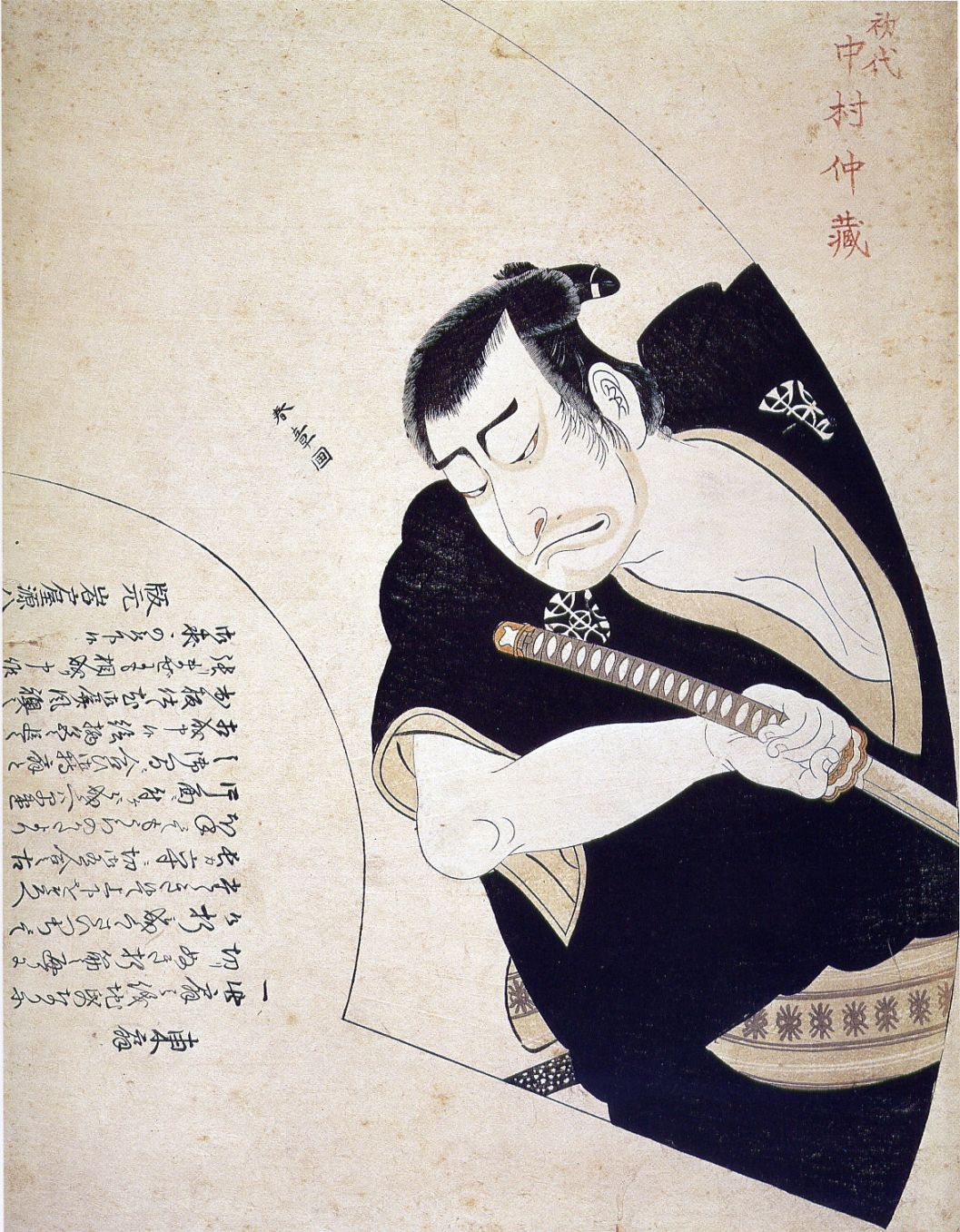
「東扇」 初代中村仲蔵の斧定九郎。春章画。
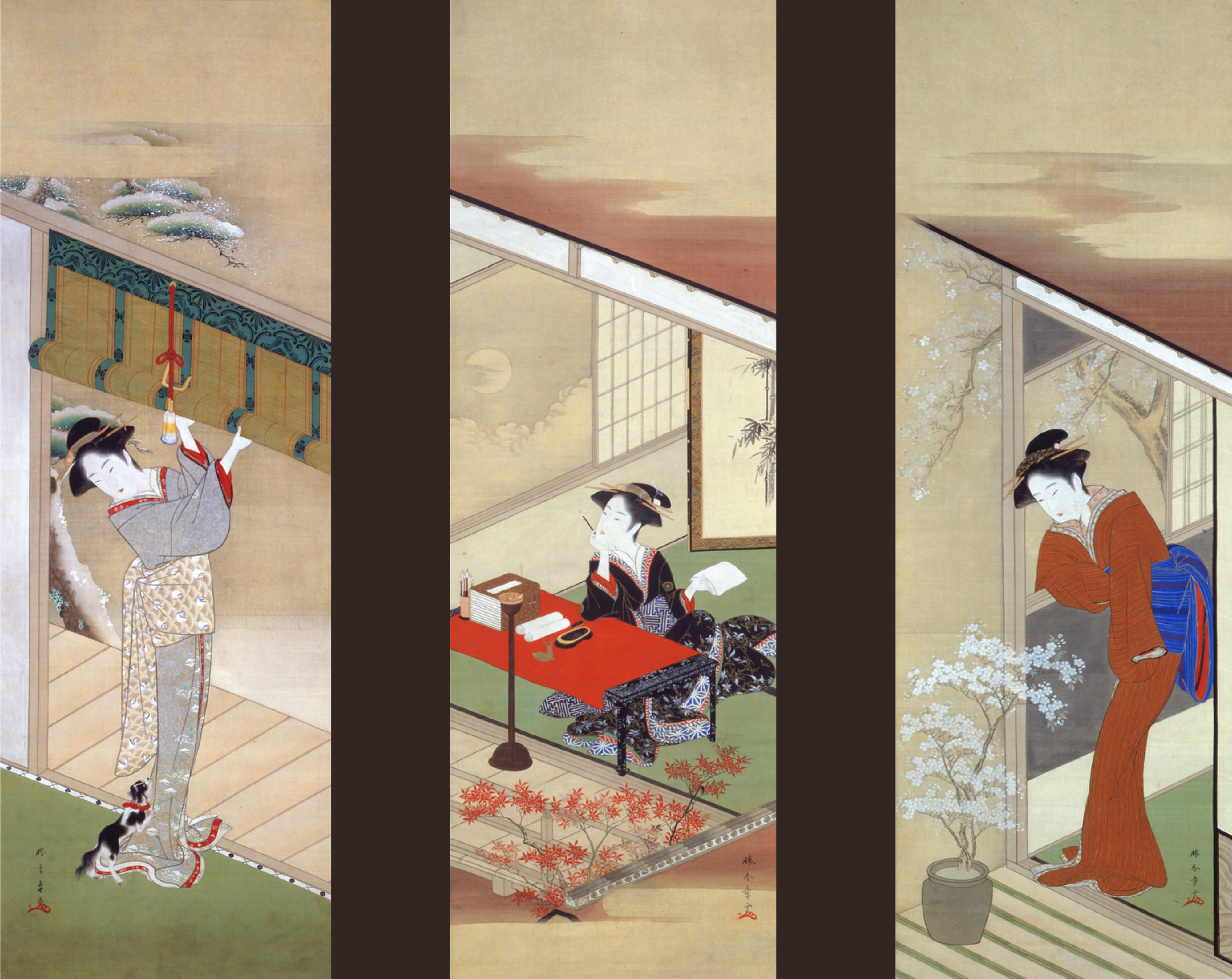
「雪月花図」 春章筆。MOA美術館所蔵。

### 役者絵
- 「四世市川団十郎の暫」 大判錦絵 明和5年
- 「かゐこやしなひ草」 中判12枚揃 錦絵 安永1年ころ 北尾重政と合作
- 「南駅秋風」 大判揃物 安永4年‐安永5年ころ
- 「東扇 初代中村仲蔵の斧定九郎」 間倍判錦絵 東京国立博物館所蔵 ※連作「東扇」のひとつ。安永4,5年 - 天明元,2年（1775,6年 - 1781,2年）頃
- 「五代目市川団十郎の股野五郎 三代目沢村宗十郎の河津三郎 初代中村里好の白拍子風折実八鎌田正清娘」 細判錦絵3枚続 太田記念美術館所蔵
- 「五世市川団十郎の楽屋」 大判 天明2年 - 天明3年ころ
- 「二代目市川八百蔵の富士左近助行家 四代目松本幸四郎の浅間左衛門照政」 細判錦絵2枚続 城西大学水田美術館所蔵
- 「三代目瀬川菊之丞」 細判錦絵 城西大学水田美術館所蔵
- 「九代目市村羽左衛門」 ホノルル美術館所蔵
- 「初世尾上松助の門兵衛 初世中村仲蔵の意休 初世中村里好の揚巻 五世市川団十郎の助六 三世沢村宗十郎の白酒売」 細判5枚続 錦絵 天明2年
- 「中村仲蔵の頼豪阿闍梨」 細判

### 肉筆画
| 作品名                  | 技法     | 形状・員数 | 寸法（縦x横cm）  | 所有者                 | 年代     | 落款・印章                              | 備考 |
| ----------------------- | -------- | ---------- | ---------------- | ---------------------- | -------- | --------------------------------------- | --- |
| 婦女風俗十二ヶ月図      | 絹本著色 | 10幅       | 115.0x25.7（各） | MOA美術館              | 天明期   | 款記「旭朗井勝春章画」/「酉爾」朱文方印 | 重要文化財。松浦家伝来。当初の12幅中1月と3月の2幅が失われており、歌川国芳が補作したが、それも1月が失われている。 |
| 雪月花図                | 絹本著色 | 3幅対      | 93.0x32.3        | MOA美術館              |          |                                         | 重要文化財 |
| 竹林七妍図              | 絹本着色 | 1幅        |                  | 東京藝術大学大学美術館 |          |                                         | |
| 吾妻風流図              | 絹本着色 | 1幅        |                  | 東京藝術大学大学美術館 |          |                                         | |
| 美人愛猫愛犬図          | 絹本着色 | 1幅        |                  | 城西大学水田美術館     |          |                                         | |
| 美人鑑賞図              | 絹本着色 | 1幅        |                  | 出光美術館             |          | 款記「勝春章画」/「縦意」白文方印       | |
| 桜下三美人図            | 絹本着色 | 1幅        |                  | 出光美術館             |          | 款記「勝春章画」/朱筆花押               | |
| 柳下納涼美人図          | 絹本着色 | 1幅        |                  | 出光美術館             |          | 款記「勝春章画」/朱筆花押               | |
| 雪中傘持美人図          | 絹本着色 | 1幅        |                  | 出光美術館             |          | 款記「勝春章画」/朱筆花押               | |
| 観梅美人図              | 絹本着色 | 1幅        |                  | 鎌倉国宝館             |          |                                         | |
| 美人活花図              | 絹本着色 | 1幅        |                  | 鎌倉国宝館             |          |                                         | |
| 読書図･習字図           | 絹本着色 | 双幅       | 49.1x35.4        | 東京国立博物館         |          |                                         | |
| 遊女と燕図              | 絹本着色 | 1幅        | 111.7x32.1       | 東京国立博物館         |          | 款記款「勝川春章画（花押）」            | 四方赤良賛 |
| 花魁図                  | 絹本着色 | 1幅        |                  | 浮世絵太田記念美術館   |          |                                         | 馬耳山人賛 |
| 子猫に美人図            | 絹本着色 | 1幅        |                  | 浮世絵太田記念美術館   |          |                                         | |
| 美人と達磨図            | 絹本着色 | 1幅        |                  | 浮世絵太田記念美術館   |          |                                         | |
| 桜下詠歌の図            | 絹本着色 | 1幅        |                  | 浮世絵太田記念美術館   |          |                                         | |
| 桜下花魁図              | 絹本着色 | 1幅        |                  | 浮世絵太田記念美術館   |          |                                         | |
| 立姿美人図              | 絹本着色 | 1幅        |                  | ニューオータニ美術館   |          |                                         | |
| 紫式部図                | 絹本着色 | 1幅        |                  | ニューオータニ美術館   |          |                                         | |
| 初午図                  | 紙本着色 | 1幅        |                  | ニューオータニ美術館   |          |                                         | |
| 紅葉狩二美人逍遥之図    | 絹本着色 | 1幅        |                  | 川崎・砂子の里資料館   |          |                                         | |
| 花下の遊女図            | 絹本着色 | 1幅        |                  | 千葉市美術館           |          |                                         | |
| 遊女と禿図              | 絹本着色 | 1幅        |                  | 千葉市美術館           |          |                                         | |
| 婦女風俗十二ヶ月図 雛祭 | 紙本着色 | 1幅        |                  | 千葉市美術館           |          |                                         | |
| 雨中幽霊図              | 紙本着色 | 1幅        | 123.5x47.7       | 徳願寺 (市川市)        |          |                                         | |
| 勿来の関図              | 絹本着色 | 1幅        |                  | 日本浮世絵博物館       |          |                                         | |
| 鉢かづき姫図            | 紙本淡彩 | 1幅        |                  | 奈良県立美術館         |          |                                         | |
| 遊女と禿図              | 絹本着色 | 1幅        |                  | 金刀比羅宮絵画館       |          |                                         | |
| 桜下花魁道中図          | 絹本着色 | 1幅        | 85.2x38.0        | 熊本県立美術館         |          |                                         | |
| 春遊柳蔭図屏風          | 紙本着色 | 六曲一双   | 140.9x341（各）  | ボストン美術館         | 寛政前期 | 款記「勝春章圖」                        | |
| 桜下太夫之図            | 絹本着色 | 1幅        |                  | ロシア国立東洋美術館   |          |                                         | |
| 双美人図                | 絹本着色 | 1幅        |                  | 心遠館                 |          |                                         | |
| 美人間娯図              |          | 1幅        |                  |                        |          |                                         | |

## 関連作品
テレビドラマ
- 『べらぼう〜蔦重栄華乃夢噺〜』（2025年、NHK大河ドラマ、演：前野朋哉）